# Barangeon
Der Barangeon ist ein Fluss in Frankreich, der im Département Cher in der Region Centre-Val de Loire verläuft. Er entspringt im südlichen Gemeindegebiet von Méry-ès-Bois, entwässert im Oberlauf in einem Bogen von Nordost nach West, stabilisiert seine Fließrichtung bei Neuvy-sur-Barangeon schließlich auf Südwest und mündet nach insgesamt rund 42 Kilometern am östlichen Stadtrand von Vierzon als rechter Nebenfluss in die Yèvre.

## Orte am Fluss
(Reihenfolge in Fließrichtung)
- Neuvy-sur-Barangeon
- Vouzeron
- Saint-Laurent
- Vignoux-sur-Barangeon